# أولاد عزوز (العراعير)
أولاد عزوز هو دُوَّار يقع بجماعة عين نزاغ، إقليم سطات، جهة الدار البيضاء سطات في المملكة المغربية. ينتمي الدوّار لمشيخة العراعير التي تضم 12 دوار. يقدر عدد سكانه بـ 688 نسمة حسب الإحصاء الرسمي للسكان والسكنى لسنة 2004.

## روابط خارجية
- البوابة الوطنية للجماعات الترابية
- المندوبية السامية للتخطيط